# Chelonus sculleni
Chelonus sculleni är en stekelart som beskrevs av Mccomb 1968. Chelonus sculleni ingår i släktet Chelonus och familjen bracksteklar. Inga underarter finns listade i Catalogue of Life.